# Spøgelsesby
Spøgelsesby er et almindeligt anerkendt udtryk for byer, der, af den ene eller anden grund, er blevet forladt af sine indbyggere, men hvor bygningerne står tilbage. Begrebet forbindes især med de byer, der opstod i USA under guldfeberen, og som blev forladt, da guldet slap op. Der findes dog spøgelsesbyer over det meste af verden, som er blevet forladt af forskellige årsager på alle tidspunkter i historien.
Udtrykket bruges af og til fejlagtigt om byer og områder, hvor befolkningen er blevet reduceret markant.
Et andet relateret begreb er byer, der kun findes på kort, enten som følge af fejl eller som en måde til at afsløre kopiering på. Et eksempel på det er Argleton, der skulle ligge i West Lancashire, en borough i den nordvestlige del af England, men som kun eksisterede på Google Maps og Google Earth.

## Årsager
De almindeligste årsager til, at en by bliver forladt af dens indbyggere er: 
- At det økonomiske grundlag for byen forsvinder, et eksempel herpå er de amerikanske guldgraverbyer.
- Hvis naturressourcer, eksempelvis vandforsyning forsvinder.
- At transportmulighederne helt eller delvist forsvinder, for eksempel, når man nedlægger en jernbanelinje.
- Naturkatastrofer besværlig- eller umuliggør adgangen til byen. Et eksempel herpå er Craco i Italien.
- Menneskeskabte katastrofer kan påvirke miljøet i en sådan en grad, at det ikke længere er muligt, at opholde sig der, et eksempel herpå er Tjernobyl i Ukraine.
- Krig kan ofte enten udrydde eller næsten udrydde en befolkning eller gøre byen ubeboelig. Et eksempel herpå er Oradour-sur-Glane i Frankrig, der blev ødelagt under 2. verdenskrig. Seks andre franske landsbyer i departementet Meuse blev ødelagt under Slaget ved Verdun i 1916.
- Byer og landsbyer i militære øvelsesområder vil undertiden blive inddraget (og evt. eksproprieret), så indbyggere ikke kommer så let til skade.
- Fra 1800-tallet og frem er der sket en stor indvandring fra land til by, hvilket har gjort, at mange landsbyer er blevet affolket.

## Eksempler på spøgelsesbyer
| Argentina - Villa Epecuén Belgien - Doel Cambodja - Angkor Wat Danmark - Vejers - Grærup Frankrig - Oradour-sur-Glane | Færøerne - Blankskáli - Fossá - Múli - Skarð - Skarvanes - Skálatoftir - Slættanes - Strond - Víkar - Víkarbyrgi Guyana - Jonestown Indien - Gaur - Hampi Irak - Babylon | Italien - Craco Montserrat - Plymouth Namibia - Kolmanskop New Zealand - Macetown Norge - Pyramiden Pakistan - Harappa - Mehrgarh - Mohenjo Daro South Georgia og South Sandwich Islands - Grytviken | Turkmenistan - Merv Tyrkiet - Troja Ukraine - Tjernobyl USA - Millville - Russellville - Gleeson - Signal - Greenwood City - Virginia City - Johnson - Pinal - Fairbank - Calico - Centralia |

## Tidligere spøgelsesbyer
Angola
- Kilamba